# Brazzaville Challenger 2025
Il Brazzaville Challenger 2025 è stato un torneo maschile di tennis professionistico. È stata la 2ª edizione del torneo, facente parte della categoria Challenger 50 nell'ambito dell'ATP Challenger Tour 2025, con un montepremi di 60 000 $. Si è giocato dal 17 al 23 febbraio 2025 sui campi in terra rossa di Brazzaville, nella Repubblica del Congo.

## Partecipanti

### Teste di serie
| Nazionalità    | Giocatore            | Ranking* | Testa di serie |
| -------------- | -------------------- | -------- | -------------- |
| Francia        | Calvin Hemery        | 194      | 1              |
| Francia        | Geoffrey Blancaneaux | 270      | 2              |
| Paesi Bassi    | Max Houkes           | 314      | 3              |
| Francia        | Maxime Chazal        | 337      | 4              |
| Paesi Bassi    | Guy den Ouden        | 340      | 5              |
| Costa d'Avorio | Eliakim Coulibaly    | 341      | 6              |
| Italia         | Franco Agamenone     | 390      | 7              |
| Slovacchia     | Andrej Martin        | 431      | 8              |

* Ranking al 10 febbraio 2025.

### Altri partecipanti
I seguenti giocatori hanno ricevuto una wild card per il tabellone principale:
- Paterne Mamata
- Kryce-Didier Momo-Kassa
- Nicholas van Aken

I seguenti giocatori sono entrati in tabellone come alternate:
- Rodrigo Alujas
- Guelfo Borghini Baldovinetti
- Matteo Covato
- Julien De Cuyper
- Ivan Denisov
- Dinko Dinev
- Ezequiel Monferrer
- Paulo André Saraiva dos Santos
- Yassine Smiej
- Mikael Ymer

I seguenti giocatori sono passati dalle qualificazioni:
- Dillon Beckles

## Punti e montepremi
| Torneo    | Torneo              | V     | F     | SF    | QF    | 2T  | 1T  | Q | Q2  | Q1  |
| Singolare | Punti               | 50    | 25    | 14    | 8     | 4   | 0   | 3 | 1   | 0   |
| Singolare | Premi in denaro ($) | 5,500 | 3,260 | 1,900 | 1,120 | 660 | 395 | – | 215 | 125 |
| Doppio    | Punti               | 50    | 25    | 14    | 8     | –   | 0   | – | –   | –   |
| Doppio    | Premi in denaro ($) | 2,130 | 1,250 | 745   | 435   | –   | 245 | – | –   | –   |

## Campioni

### Singolare
Geoffrey Blancaneaux ha sconfitto in finale  Calvin Hemery con il punteggio di 6–3, 6–4.

### Doppio
Mateo Barreiros Reyes /  Paulo André Saraiva dos Santos hanno sconfitto in finale  Geoffrey Blancaneaux /  Maxime Chazal con il punteggio di 6–4, 1–6, [10–6].